# Scathophaga claripennis
Scathophaga claripennis är en tvåvingeart som först beskrevs av Robineau-desvoidy 1830.  Scathophaga claripennis ingår i släktet Scathophaga och familjen kolvflugor.
Artens utbredningsområde är Frankrike. Inga underarter finns listade i Catalogue of Life.